# Wacław Hann
Johann Wenzel Hann (Haan) (ur. 30 kwietnia 1763 w Grazu, zm. 30 kwietnia 1819 we Lwowie) – austriacki poeta, literat, lektor filologii i estetyki na Uniwersytecie Lwowskim, rektor Uniwersytetu w latach 1791–1792.

## Życiorys
W 1784 przyjechał do Lwowa z Austrii obejmując posadę wykładowcy tutejszego Uniwersytetu. Szybko nauczył się języka polskiego, tłumacząc utwory polskich pisarzy na niemiecki. W 1789 został dziekanem, a w 1791 rektorem uniwersytetu. W 1793 ciężka choroba zahamowała jego karierę. Od 1805 wykładał w Krakowie, by w 1810 wrócić do Lwowa. 28 czerwca 1811 w uznaniu zasług na rzecz kształcenia młodzieży, otrzymał honorowe obywatelstwo miasta Lwowa. Starał się o dawną posadę na Uniwersytecie, której mu odmówiono z powodu, jak napisano, niemoralnego życia.

## Publikacje
- Vermischte Versuche in der Dichtkunst, Wiedeń, 1782
- Xenokrat: ein Gedicht in seiben Büchern, Wiedeń, 1787
- Albert der Abenteurer. Ein satyrischer Roman, Ignacy Krasicki (tłumaczenie), Wiedeń, Lipsk, 1794